# Белинский, Борис Константинович
Бори́с Константи́нович Бели́нский (28 марта 1885, Тульчин, Подольская губерния — неизвестно) — российский спортивный стрелок. Участник летних Олимпийских игр 1912 года.

## Биография
Борис Белинский родился 28 марта 1885 года в городе Тульчин Брацлавского уезда Подольской губернии (сейчас в Винницкой области Украины).
В 1912 году вошёл в состав сборной России на летних Олимпийских играх в Стокгольме. Выступал в трёх видах стрелковой программы. В стрельбе из произвольной винтовки с трёх позиций с дистанции 300 метров занял 65-е место, набрав 746 очков и уступив 241 очко завоевавшему золото Полю Коля из Франции. В стрельбе из военной винтовки с трёх позиций с дистанции 300 метров занял 46-е место, набрав 78 очков и уступив 19 очков ставшему победителем Шандору Прокоппу из Венгрии. В стрельбе из военной винтовки с произвольной позиции с дистанции 600 метров занял 65-е место, набрав 69 очков и уступив 25 очков победившему Полю Коля.
Среди российских стрелков в первой дисциплине стал четвёртым, во второй — пятым, в третьей — восьмым.
О дальнейшей жизни данных нет.